# Apol·ló de Corint
|  | Per a altres significats, vegeu «Apol·lo». |

Apol·ló (Απολλως) (Efes?, s. I aC. - Corint?, s. I) fou un jueu cristià de segle i company de Sant Pau. És venerat com a sant per diverses confessions cristianes, i és un dels Setanta deixebles.

## Biografia
Apareix esmentat al Nou Testament. És probable que fos un dels deixebles de Joan Baptista que Pau trobar a Efes (Fets 19:1-7). Aquests dotze seguidors mai havien sentit parlar de l'Esperit Sant (Fets 19:2) que s'havia vessat sobre els creients a Jerusalem el dia de Pentecostes (Fets 2:4).
Apol·ló pot haver captivat als seus oients mitjançant l'ensenyament de "la saviesa" (Sofia), com PW Schmiedel suggereix, a l'estil de Filó, que evidentment, va ser un home d'inusitada força d'atracció. Aquesta teoria ha estat reiterada recentment per Jerome Murphy-O'Connor: "És difícil imaginar que un jueu alexandrí ... podria haver escapat a la influència de Filó, el gran líder intel·lectual del segle i a Alexandria.
Apareix a un passatge dels Fets dels Apòstols 18,22-28:
- Jueu, d'origen Alexandrí, persona culta, bon coneixedor de les Escriptures.
- Abans de la seva arribada a Efes ensenyava el camí del Senyor. Però només coneixia el baptisme de Joan.
- Quan Àquila i Priscil·la el van sentir parlar en la sinagoga el prengueren a part i li exposaren més exactament la doctrina cristiana.
- Pel desig d'anar i predicar Acaia, els deixebles d'Efes li van escriure una carta de recomanació. A Acaia, va predicar valentament l'Evangeli als jueus, ensenyant que Jesús és el Crist.

En el capítol següent dels Fets (19,1) ens parla de la seva estada a Corint, llavors capital de la província d'Acaia.
En la Primera Epístola als Corintis s'esmenta el nom d'Apol·ló amb relació a una divisió que hi havia en la comunitat cristiana d'aquesta ciutat: algunes persones afirmen «Jo sóc de Pau», uns altres «jo d'Apol·ló» altres, jo de Cefes, i altres jo de Crist (1Co 1,12). El següent passatge de (1 Corintis 3,6) indiquen que Apol·ló va predicar a Corint després de Pau.
Al final de la carta, (1Corintis 16,12) Pau esmenta de nou Apol·ló, dient que Efes, on va ser, havia demanat a Apol·ló per anar a Corint amb altres germans, però havia rebut una resposta negativa. Apol·ló aniria a Corint, quan se li presentés l'oportunitat. Pau esmenta finalment Apol·lo a l'Epístola a Titus (Titus 3,13), demanant-li que prepari el viatge (missioner) d'Apol·ló.

## Bisbe de Corint
Sant Jeroni diu que Apol·ló marxà de Corint a Creta, amb Zenas. Quan Pau solucionà el conflicte de Corint amb la Carta als corintis, Apol·ló hi tornà i en fou elegit bisbe. Altres tradicions diuen que fou bisbe de Duras, Iconi (Frígia) o Cesarea.
Martí Luter proposar a Apol·ló com l'autor de l'Epístola als Hebreus, i molts estudiosos moderns comparteixen el seu punt de vista.